# 케이트 압도
케이트 압도(Kate Abdo, 1981년 9월 8일 ~ )는 잉글랜드의 사회자, 언론인이다.